# 普久原朝喜
普久原 朝喜（ふくはら ちょうき、1903年12月30日 - 1981年10月20日）は、沖縄県出身の音楽家、実業家、マルフクレコード創業者。「琉球民謡の祖」、「琉球民謡の最高峰に立つ巨人」、「沖縄新民謡の父」などと称される。沖縄関係者の間では、「チコンキーフクバル（蓄音器・普久原）」とも通称された。

## 経歴
1903年、沖縄県越来村照屋（現沖縄市）に、父朝儀と母カメの長男（第2子）として生まれ、やがてきょうだいは男4人、女5人の9人となった。地元でも歌三線の名手として有名であった。1914年、11才の時、越来村費で蓄音機が購入され、初めてレコードというメディアと出会う。1922年になると普久原一家の生活は貧困を窮め、1923年に出稼ぎで、大阪市の紡績工場で働き始め、やがて自営に転じ、喫茶店「きっちゃてん」の経営などにあたった。
1925年、大阪で日東蓄音器の「ツバメ印」レーベルに初めての吹き込みをおこない、「ハンタ原」と「宮古ンニー小」を録音した。1927年、大阪市でマルフクレコードを創業し、琉球民謡を中心にレコード制作や、新曲の作詞・作曲を手がけ、自らも演奏しながら、多嘉良朝成、仲泊兼蒲らの録音を残した。レコードの販売も自ら手がけ、自転車の荷台に蓄音器を置いてレコードを聴かせながら行商したことから、関西の沖縄出身者たちから「チコンキーフクバル」と称されるようになった。
千葉真一主演時代劇『柳生一族の陰謀』では、1979年3月27日に放送された第26話「幽霊船と消えた三十人」で出演者の舞踊振付をしている。
朝喜は「沖縄新民謡のパイオアニア」と称され、新作の民謡を次々に録音した人物として位置づけられる傾向が強いが、新民謡はマルフクレコード録音曲目全491曲中、わずか28曲にすぎない。なかでも、朝喜が作詞作曲した新民謡は 《入営出船の港》《浦波節(物知り節)》《情の唄》《移民小唄》《恨みの唄》《世宝節》《勇士の妻》《親心》《布哇節》《無情の唄》《夫婦節》の11曲(のべ14曲) のみである。

## 遺されたもの
普久原の興したマルフクレコードは、養子であり、後に「芭蕉布」などの作曲者として成功した普久原恒勇に引き継がれ、戦後は沖縄に拠点を移して存続した。普久原恒勇は、養父・朝喜について、「オヤジの新民謡も、三線も素晴らしい。でもオヤジは、音楽よりも事業が大事だった。」と、その経営者としての一面について証言している。
遺品の一部である蓄音機、三線、レコードなどは、大阪人権博物館に展示されている。
生誕90周年となった1993年には、「近代琉球民謡之祖」と刻まれた普久原朝喜顕彰碑が、沖縄こどもの国の入口近くに建てられた。